# سیارک ۱۳۵۰۰
سیارک ۱۳۵۰۰ (به انگلیسی: 13500 Viscardy، نامگذاری:1987PM) سیزده هزار و پانصدمین سیارک کشف شده‌است که در ۶ اوت ۱۹۸۷ کشف شد.
قدر مطلق سیارک برابر ۱۲٫۴۰ است.